# Баллинин-Эннискин
Баллинин-Эннискин (англ. Ballineen-Enniskean; ирл. Béal Átha Fhínín/Inis Céin, «устье брода Финнина» и «остров Циана») — деревня в Ирландии, находится в графстве Корк (провинция Манстер).
Изначально железнодорожная станция была открыта в Баллинине 12 июня 1866 года. Совместная станция была открыта 15 мая 1891 года, но закрыта к 1 апреля 1961 года.

## Демография
Население — 646 человек (по переписи 2006 года). В 2002 году население составляло 619 человек.
Данные переписи 2006 года:
| Общие демографические показатели |               |                               |                               |      |      |
| Всё население                    | Всё население | Изменения населения 2002—2006 | Изменения населения 2002—2006 | 2006 | 2006 |
| 2002                             | 2006          | чел.                          | %                             | муж. | жен. |
| 619                              | 646           | 27                            | 4,4                           | 318  | 328  |